# Oreste Moricca
Oreste Moricca (Filandari, 5 de agosto de 1891-Bra, 21 de junio de 1984) fue un deportista italiano que compitió en esgrima, especialista en las modalidades de espada y sable. Participó en los Juegos Olímpicos de París 1924, obteniendo dos medallas, oro en sable por equipos y bronce en espada por equipos.

## Palmarés internacional
| Juegos Olímpicos | Juegos Olímpicos | Juegos Olímpicos  | Juegos Olímpicos   |
| Año              | Lugar            | Medalla           | Prueba             |
| ---------------- | ---------------- | ----------------- | ------------------ |
| 1924             | París (Francia)  | Medalla de oro    | Sable por equipos  |
| 1924             | París (Francia)  | Medalla de bronce | Espada por equipos |